# Kyllikki Pohjala
Kyllikki Pohjala, född Uuloo 11 november 1894 i Nakkila, död 22 september 1979 i Helsingfors, var en finländsk sjuksköterska och politiker. 
Pohjala avlade sjuksköterskeexamen 1917 samt var ordförande i Suomen sairaanhoitajaliitto 1935–1963 och redaktör för dess tidskrift Sairaanhoitaja 1925–1963. Hon representerade Samlingspartiet i Finlands riksdag 1933–1961 och var andra socialminister i Ahti Karjalainens regering 1962–1963. Hon utgav memoarerna Kuljin tietäni (1966).

## Utmärkelser
- Kommendörstecknet av Finlands Lejons orden,  6 december 1948[3]
- Florence Nightingale-medaljen,  1949[4]

[Redigera Wikidata]